# Йонас Гіллер
Йонас Гіллер (нім. Jonas Hiller; нар. 12 лютого 1982, Фелбен-Веллхаусен, Швейцарія) — швейцарський хокеїст, воротар. Спортсмен року Швейцарії в номінації «відкриття року» (2005).

## Кар'єра
Гіллер з сезону 2004/05 стає номером один клубу «Давос». Сезоном раніше перебував в оренді клубів «Лозанна» та «Ла Шо-де-Фон». Завдяки своїй чудовій грі в сезоні 2004/05, а також зірок НХЛ Джона Торнтона, Ріка Неша та Нікласа Хегмена, він виграє чемпіонат Швейцарії. У складі ХК «Давосу», також стає переможцем в 2004 та 2006 роках Кубка Шпенглера. У 2005 році, його запрошує до національної збірної Ральф Крюгер.

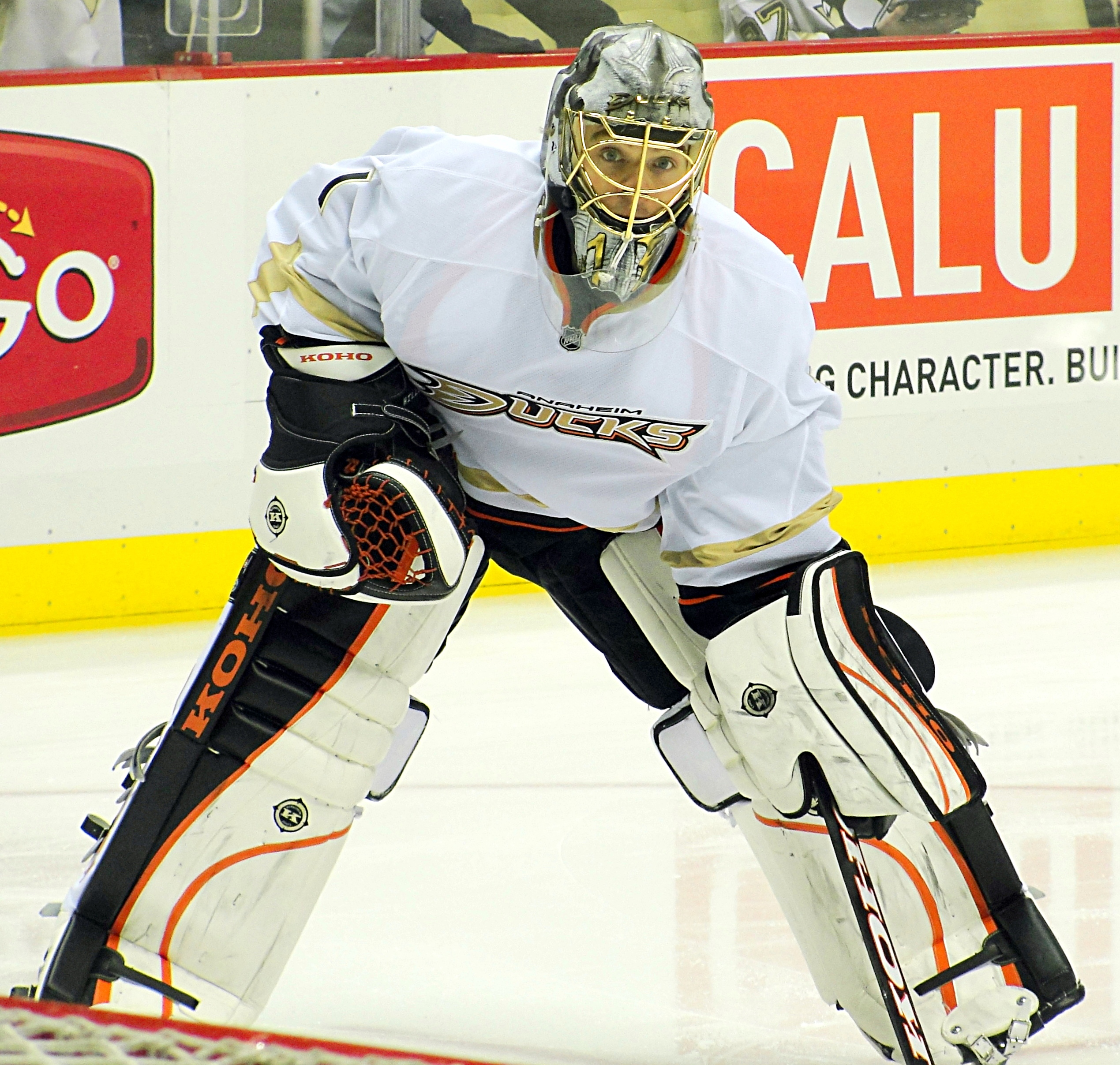
Йонас Гіллер у формі «Анагайм Дакс».

У наступному сезоні (2005/06) Йонас також демонструє чудову гру, його клуб в плей-оф доходить до фіналу, де зустрічається з «Лугано» та поступається 1:4 (0:5, 5:3, 3:7, 2:8, 1:3). У сезоні 2006/07 Гіллер виграє фінальну серію 4:3 у клубу проти СК «Берн» та знову стає чемпіоном Швейцарії. Ця гра була остання у складі ХК «Давос», так як з наступного сезону виступає у Національній хокейній лізі за клуб «Анагайм Дакс». Йонас також залучений до основного складу національної збірної на чемпіонаті світу 2007 року в Росії.
26 травня 2007 року Йонас Гіллер підписав річний контракт з «Анагайм Дакс», а вже 30 вересня дебютував у грі проти «Лос-Анджелес Кінгс», прем'єрний матч відбулася в столиці Англії та Великої Британії Лондоні. Його матчі в основному складі «Дакс» чергувались з матчами Іллі Бризгалова, після повернення до основного складу Жана-Себастьяна Жигера, Йонас стає третім воротарем клубу. У жовтні 2007 року переходить до фарм-клубу «Анагайм Дакс», «Портленд Пайретс» з Американської хокейної ліги. Через місяць повернувся до основного складу у Зв'язку з від'їздом Іллі Бризгалова до «Фінікс Койотс».
У сезоні 2008/09, Гіллер стає основним воротарем «Анагайм Дакс», його колега по амплуа Жан-Себастьян Жигер відтепер другий.
30 січня 2010 року Йонас підписує контракт з «Анагайм Дакс» до кінця сезону 2013/14. За цей час воротар із Швейцарії заробить близько 18 мільйонів доларів за чотири роки.
В сезоні 2009/10 Йонас разом зі своєю командою не зумів пробитись до плей-оф, незважаючи на високий показник відбитих шайб 91,8%. У 2010/11 сезоні Гіллер став другим запрошенним швейцарцем після Марка Штрайта на матч усіх зірок НХЛ. Відразу після матчу усіх зірок НХЛ Йонас захворів і пропустив залишок сезону. Початок сезону 2011/12 років він провів дещо нестабільно, але в подальшому виправив становище та відіграв в цілому 73 матчі за «Анагайм Дакс» у регулярному чемпіонаті. У наступному сезоні (2012/13) через травму Гіллер втратив місце в воротах,  які захищав його дублер Віктор Фаст. У плей-оф, Йонас відіграв сім матчів проти «Детройт Ред-Вінгс», програвши серію 3:4 (3:1, 4:5 ОТ, 4:0, 2:3 ОТ, 3:2 ОТ, 3:4 ОТ, 2:3).
З сезону 2014/15 років виступав у складі «Калгарі Флеймс».
19 квітня 2016 року Йонас уклав трирічний контракт з швейцарським клубом «Біль».
16 березня 2020 Гіллер офіційно оголосив про завершення ігрової кар'єри.

## Кар'єра (збірна)
У 2010 році на Олімпійських іграх у Ванкувері воротар Йонас Гіллер виступав у складі національної збірної. Особливо він вразив в груповому турнірі в матчі проти збірної Канади, відбивши 44 з 46 кидків, тим не менш, швейцарці зазнали поразки 2:3 в серії булітів. В кваліфікації переграли збірну Білорусі 3:2 по булітах, Йонас Гіллер відбив 20 кидків. У чвертьфіналі поступились збірній США 0:2, і тут Йонас відбив 42 з 43 кидків (друга шайба американців закинута в порожні ворота).
Також брав участь у Зимовій Олімпіаді 2014 року, його збірна поступилась у 1/8 фіналу збірній Латвії 1:3.

## Нагороди та досягнення
- 2002 Чемпіон Швейцарії у складі ХК «Давос».
- 2004 Володар Кубка Шпенглера у складі ХК «Давос».
- 2005 Чемпіон Швейцарії у складі ХК «Давос».
- 2006 Володар Кубка Шпенглера у складі ХК «Давос».
- 2007 Чемпіон Швейцарії у складі ХК «Давос».
- 2011 Учасник Матчу усіх зірок НХЛ